# Сирса
Сирса (хинди सिरसा; в.-пандж. ਸਰਸਾ, англ. Sirsa) — город на западе индийского штата Харьяна. Административный центр округа Сирса.

## География
Расположен в 259 км к северо-западу от Дели и в 250 км к юго-западу от Чандигарха, на высоте 204 м над уровнем моря.

## Население
По данным переписи 2001 года, население города насчитывало 160 129 человек. Доля мужчин — 54 %, женщин — 46 %. Уровень грамотности — 68 % (73 % мужчин и 62 % женщин). Доля детей в возрасте до 6 лет — 13 %. Наиболее распространённые языки — хинди и пенджаби.
По данным переписи 2011 года население составляет 183 282 человека, из них 96 806 мужчин и 86 476 женщин. Уровень грамотности населения — 83,03 %.

## Транспорт
Сирса связана железными дорогами с Дели, Джайпуром и другими городами северной Индии. Национальное шоссе № 10 также соединяет город со столицей.